# FFH-Gebiet Wald südlich Holzkoppel

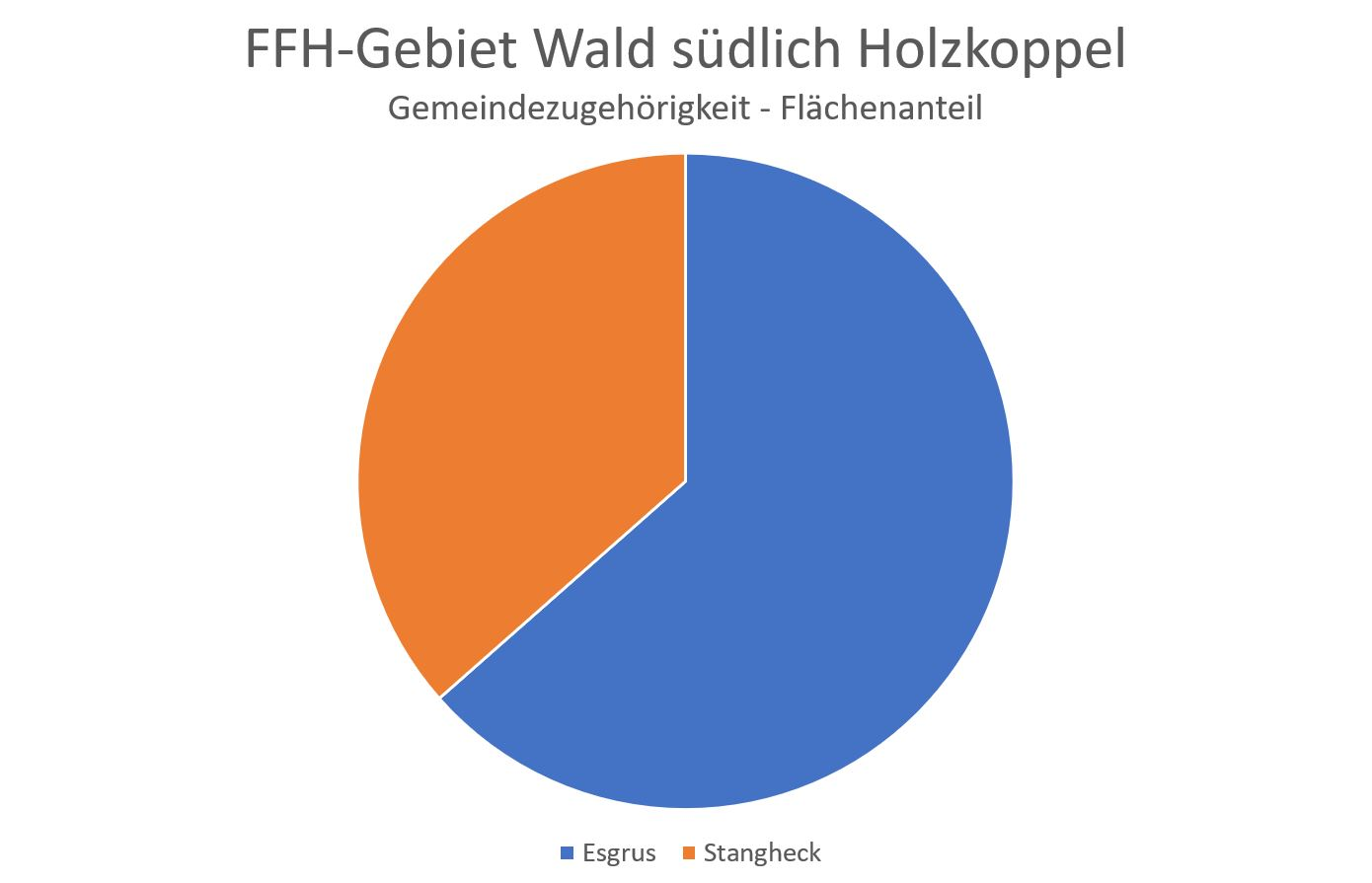
Diagramm 1: Gemeindezugehörigkeit

Das FFH-Gebiet Wald südlich Holzkoppel ist ein Natura-2000-Schutzgebiet in Schleswig-Holstein im Kreis Schleswig-Flensburg in den Gemeinden Esgrus und Stangheck, etwa 1 km nordwestlich des Gutes Rundhof gelegen. Das FFH-Gebiet liegt im Naturraum Angeln, der aus naturfachlicher Bewertung laut Landschaftssteckbrief des Bundesamtes für Naturschutz (BfN) zu den „Landschaften mit geringerer Bedeutung“ zählt. Es hat eine Fläche von 22 ha und besteht zu über 90 % aus Laubwald. Seine größte Ausdehnung liegt in Nordwestrichtung bei ca. 700 m in einem leicht hügeligen Gelände. Der höchste Punkt mit 29 m über NN liegt im Zentrum und der tiefste mit 23 m über NN an der Nordgrenze des FFH-Gebietes. Im Gebiet liegen 3 Bachläufe und 17 Kleingewässer. Das Schutzgebiet entspricht dem Wald Trankjer (dänisch Trankær), was im Dänischen so viel wie „feuchtes Kratt der Kraniche“ bedeutet. Es handelt sich um einen historischen Waldstandort, der schon in der dänischen Generalstabskarte von 1858 verzeichnet ist, siehe Bildergalerie. Im Zentrum des Waldgebietes, auf dem Gemeindegebiet von Esgrus, befinden sich drei gesetzlich geschützte archäologische Bodendenkmäler. Es handelt sich um zwei Großsteingräber und ein Hügelgrab. An den Zugängen oder im Gebiet gibt es für den Besucher keinerlei Hinweise darauf, dass er sich in einem FFH-Gebiet befindet. Die in vielen FFH-Gebieten üblichen Hinweistafeln des Besucherinformationssystems (BIS) des Landesamtes für Landwirtschaft, Umwelt und ländliche Räume sind nicht vorhanden. Ein Informationsfaltblatt des BIS ist ebenfalls nicht erstellt worden.

## FFH-Gebietsgeschichte und Naturschutzumgebung

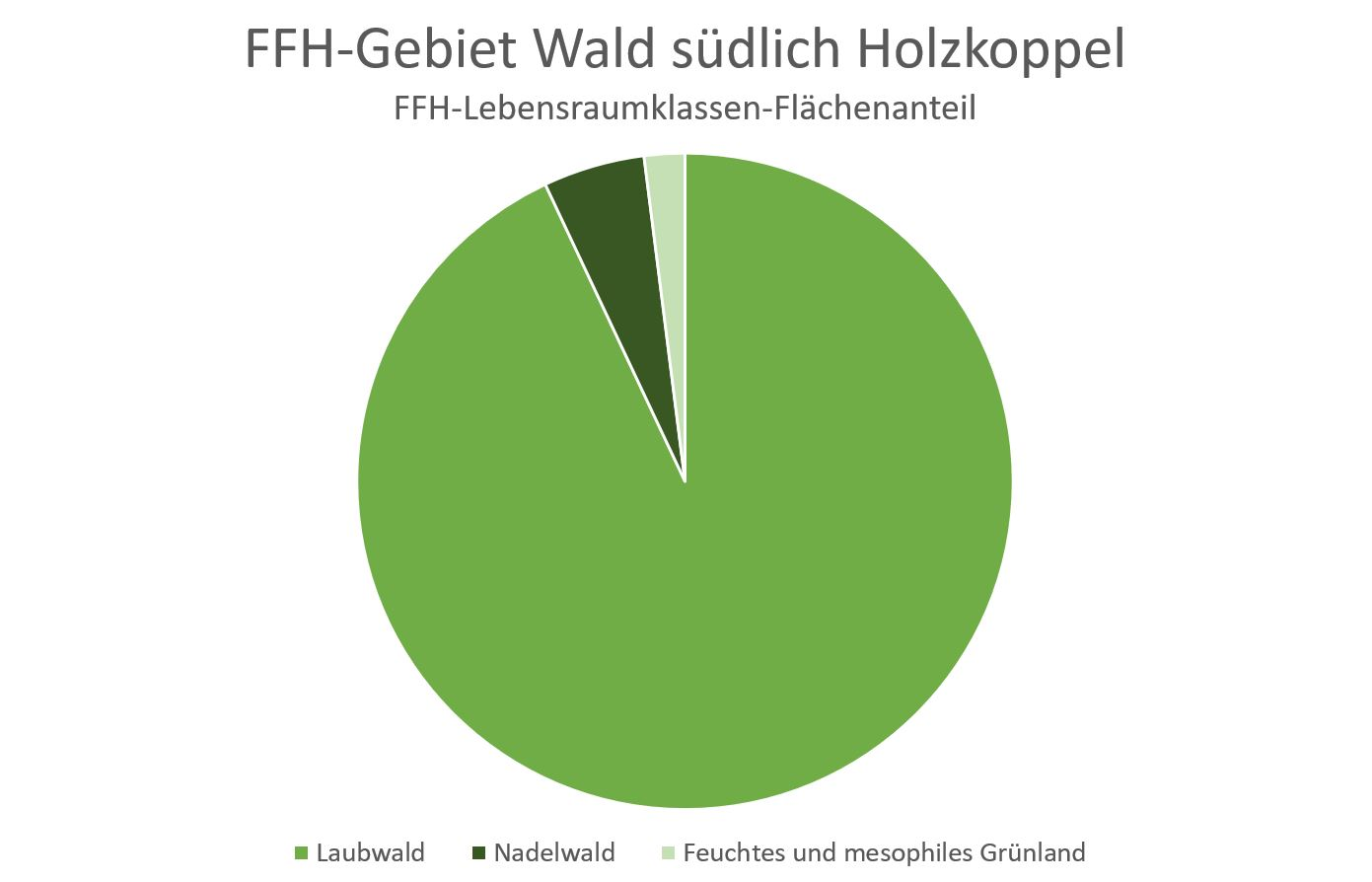
Diagramm 2: FFH-Lebensraumklassen

Der NATURA 2000-Standard-Datenbogen für dieses FFH-Gebiet Wald südlich Holzkoppel wurde im Juni 2004 vom Landesamt für Landwirtschaft, Umwelt und ländliche Räume (LLUR) des Landes Schleswig-Holstein erstellt, im September 2004 der Naturschutzbehörde der EU als Gebiet von gemeinschaftlicher Bedeutung (GGB) vorgeschlagen, im November 2007 von der EU als GGB bestätigt und im Januar 2010 national nach § 32 Absatz 2 bis 4 BNatSchG in Verbindung mit § 23 LNatSchG als besonderes Erhaltungsgebiet (BEG) bestätigt. Am 11. Dezember 2014 wurde der Managementplan für das FFH-Gebiet Wald südlich Holzkoppel vom damaligen Ministerium für Landwirtschaft, Umwelt und ländliche Räume des Landes Schleswig-Holstein veröffentlicht. Dieser wird laufend fortgeschrieben. Das FFH-Gebiet ist von intensiv landwirtschaftlich genutzten Flächen umgeben. Lediglich im Nordosten grenzt es an den Bahndamm der stillgelegten Flensburger Kreisbahn. Es liegt im Schwerpunktbereich Nr. 550 Wälder bei Rundhof des landesweiten Schutzgebiets- und Biotopverbundsystems. Ein Gebietsbetreuer ist vom LLUR noch nicht ernannt worden (Stand Dezember 2019).

## FFH-Erhaltungsgegenstand

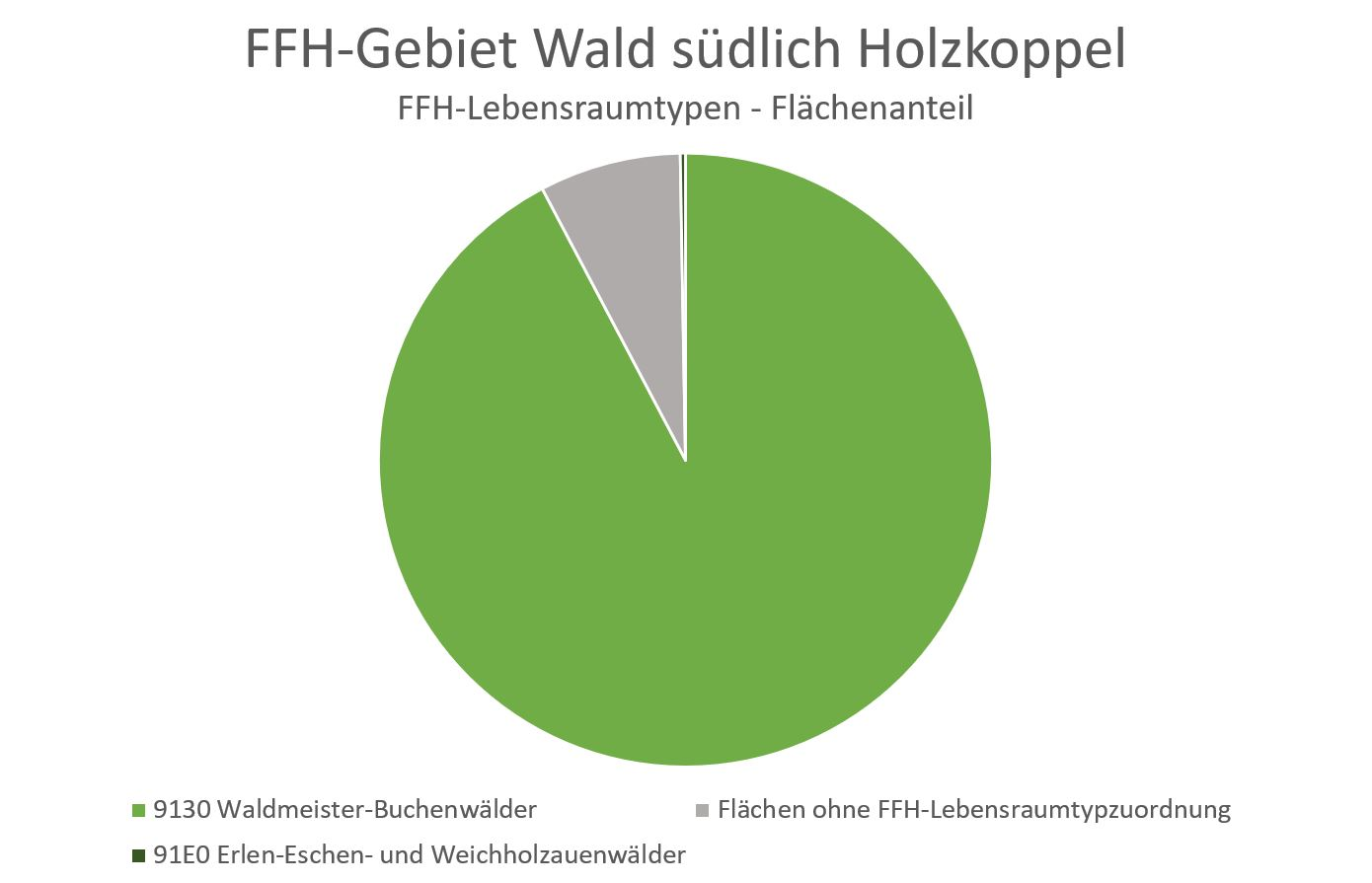
Diagramm 3: FFH-Lebensraumtypen

Der FFH-Erhaltungsgegenstand (lt. Standard-Datenbogen mit Stand Mai 2019) sind folgende 2 FFH-Lebensraumtypen des Anhangs I der FFH-Richtlinie der EU übermittelt worden: 
- 9130 Waldmeister-Buchenwälder (Gesamtbeurteilung C)[13]
- 91E0* Erlen-Eschen- und Weichholzauenwälder (ohne Gesamtbeurteilung)[14]

Der Erhaltungsgrad des Lebensraumtyps (LRT) 9130 wird mit C (durchschnittlicher bis schlechter Erhaltungsgrad) bewertet. Der LRT 91E0 wurde nicht mehr bewertet, da er für das FFH-Gebiet als von „nicht mehr signifikanter Präsenz (D)“ eingestuft wurde.
Nach der FFH-Richtlinie IV wurden (lt. Standard-Datenbogen (Stand Mai 2019)) eine Art mit weniger als 10 Exemplaren gezählt:
- 1203 Laubfrosch (ohne Gesamtbeurteilung)[16]

## FFH-Erhaltungsziele
Aus den FFH-Erhaltungsgegenständen wurde einer als FFH-Erhaltungsziel von besonderer Bedeutung definiert:
- 9130 Waldmeister-Buchenwälder[17]

## FFH-Analyse und Bewertung
Der Wald des FFH-Gebietes ist im Besitz mehrerer Privatpersonen. Bei allen Maßnahmen, die über die Erhaltung des zum Zeitpunkt der Anerkennung als FFH-Gebiet bestehenden Zustandes hinausgehen, muss zwischen der unteren Naturschutzbehörde des Kreises Schleswig-Flensburg und den Eigentümern Einvernehmen bestehen. Der Standort wurde seit Jahrhunderten als Bauernwald genutzt, d. h. zur Brennholzgewinnung und Eichel- und Bucheckernmast der Schweine. An einigen Standorten kann man noch die Form des Krattwaldes erkennen, die typisch für diese Nutzung war, siehe Bildergalerie. Eine kurzfristige Verbesserung des schlechten Bewertungszustand des FFH-Erhaltungszieles ist nicht zu erwarten.

## FFH-Maßnahmenkatalog
Aus der Analyse und Bewertung wurde im Managementplan ein Maßnahmenkatalog erarbeitet. Zusätzlich wurde dieser in tabellarischer Form in 17 Maßnahmenblättern und einer Karte festgehalten. Für die Erhaltung des jetzigen Zustandes ist es wichtig, dass die untere Naturschutzbehörde die Selbstverpflichtung der Eigentümer aufrechterhält, die bereits seit Jahren geübte Praxis der weitgehend extensiven Nutzung des Waldbestandes zu erhalten. Die Bereitschaft der Eigentümer Maßnahmen, die keine direkten Kosten verursachen, wie keine Anpflanzung neuer Bäume, keine Räumung von Entwässerungsgräben, keine Beseitigung von Totholz, keine Unterhaltung von Wegen scheint groß zu sein. Kostenintensive Maßnahmen, wie Einzäunung, um Wildverbiss zu verhindern, der die natürliche Walderneuerung verhindert oder die Entrohrung von Fließgewässern zur Gestaltung natürlicher Verläufe sind wohl nur durch direkte Zuschüsse der unteren Naturschutzbehörde zu realisieren. Dem für FFH-Gebiete geltende Verschlechterungsverbot ist damit weitgehend genüge getan.

## FFH-Erfolgskontrolle und Monitoring der Maßnahmen
Das Monitoring erfolgt in Schleswig-Holstein alle sechs Jahre. Für das Gebiet wurde nach der ersten Kartierung im Jahr 2005 im Jahr 2011 eine Folgekartierung im Auftrag des Ministeriums für Energiewende, Landwirtschaft, Umwelt und ländliche Räume des Landes Schleswig-Holstein durchgeführt. Die Kartierungen wurden von unterschiedlichen Firmen durchgeführt. Im Vergleich fällt auf, dass die Grünfläche im Norden des Gebietes sich vom Biotoptyp GI (Artenarmes Intensivgrünland) in GM (Mesophiles Grünland frischer bis mäßig feuchter Standorte) und der Waldtyp WE (Feucht- und Sumpfwälder der Quellbereiche und Bachauen sowie grundwasserbeeinflusster Standorte) sich in WM (Mesophytische Buchenwälder) geändert hat.
Stand Juni 2020 ist die Maßnahme im Maßnahmenblatt Nr. 17 „Entwicklung der angekauften Fläche außerhalb des FFH-Gebietes 6.4.4“ erfolgreich abgeschlossen. Die Fläche ist mittlerweile eine extensiv genutzte Grünlandfläche mit einem Teich, indem sich bereits eine große Population von Teichfröschen angesiedelt hat, siehe Bildergalerie. Die im Folgemonitoring erwähnte hohe jagdliche Nutzung des Gebietes scheint immer noch gegeben zu sein, wie Reste von Maiskolben mitten im Wald zeigen, siehe Bildergalerie.

## Bildergalerie

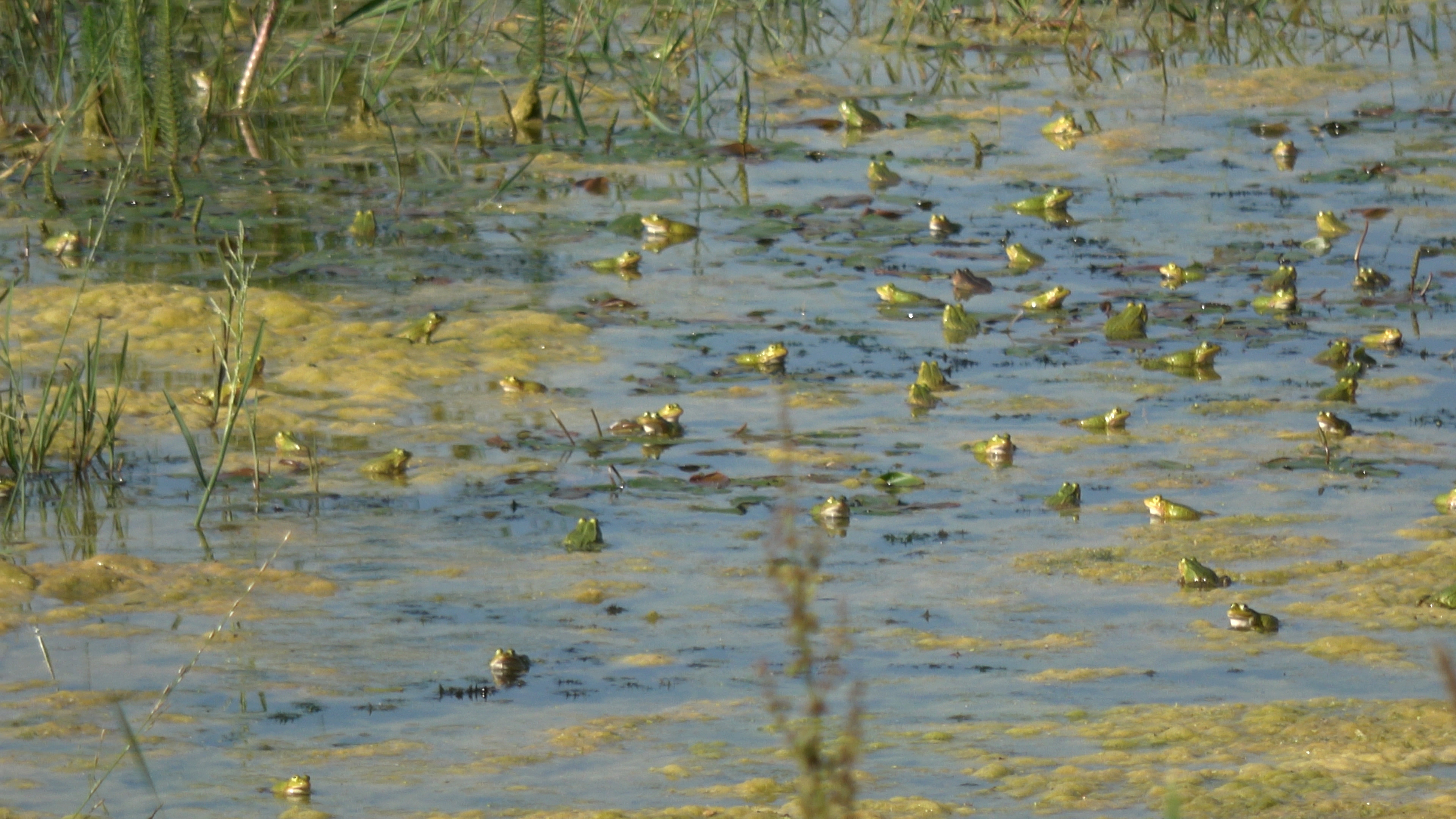
Laubfrösche im neu angelegtem Feuchtgebiet am nördlichen Rand des FFH-Gebietes
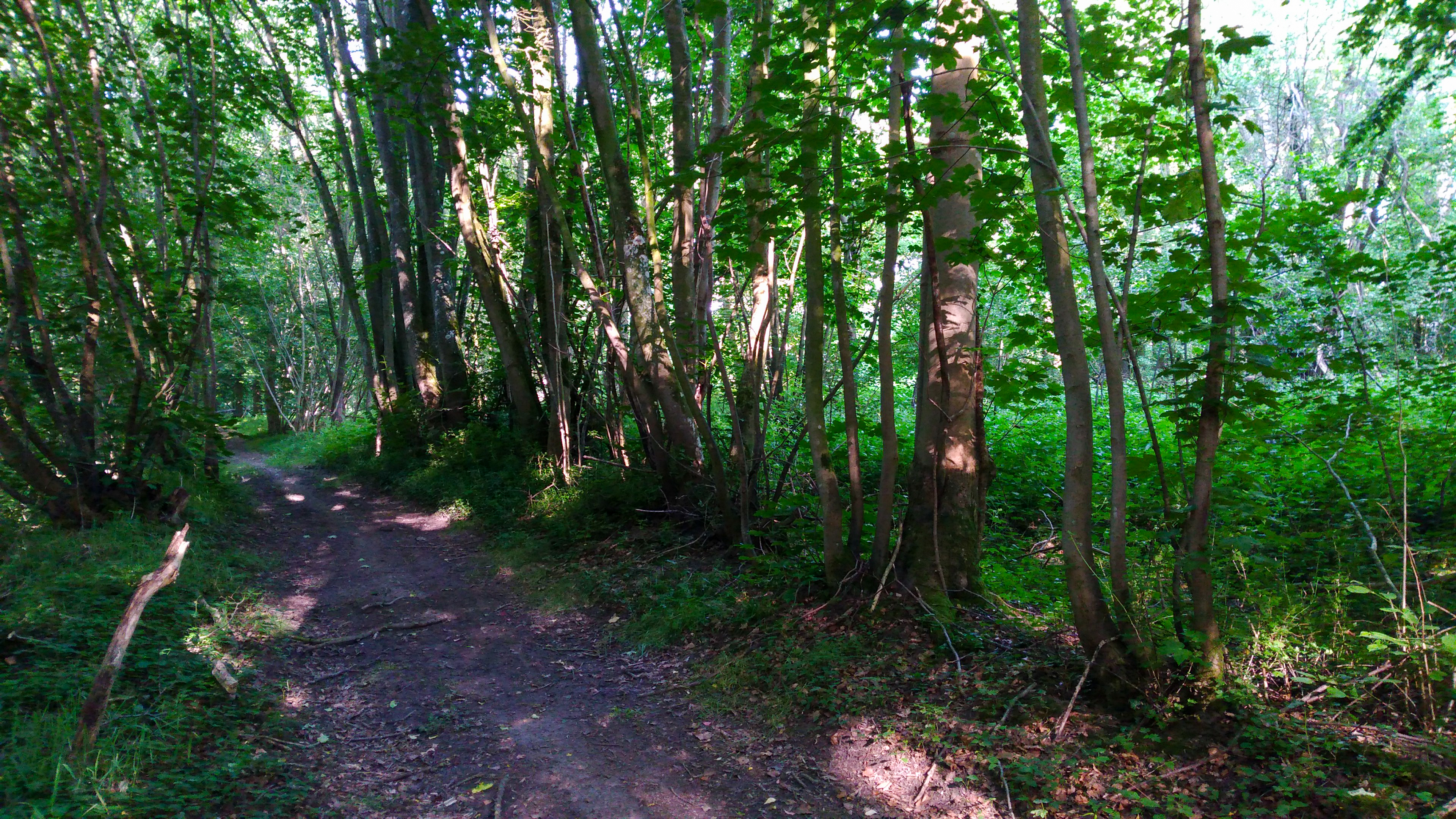
Reste des historischen Krattwaldes im FFH-Gebiet
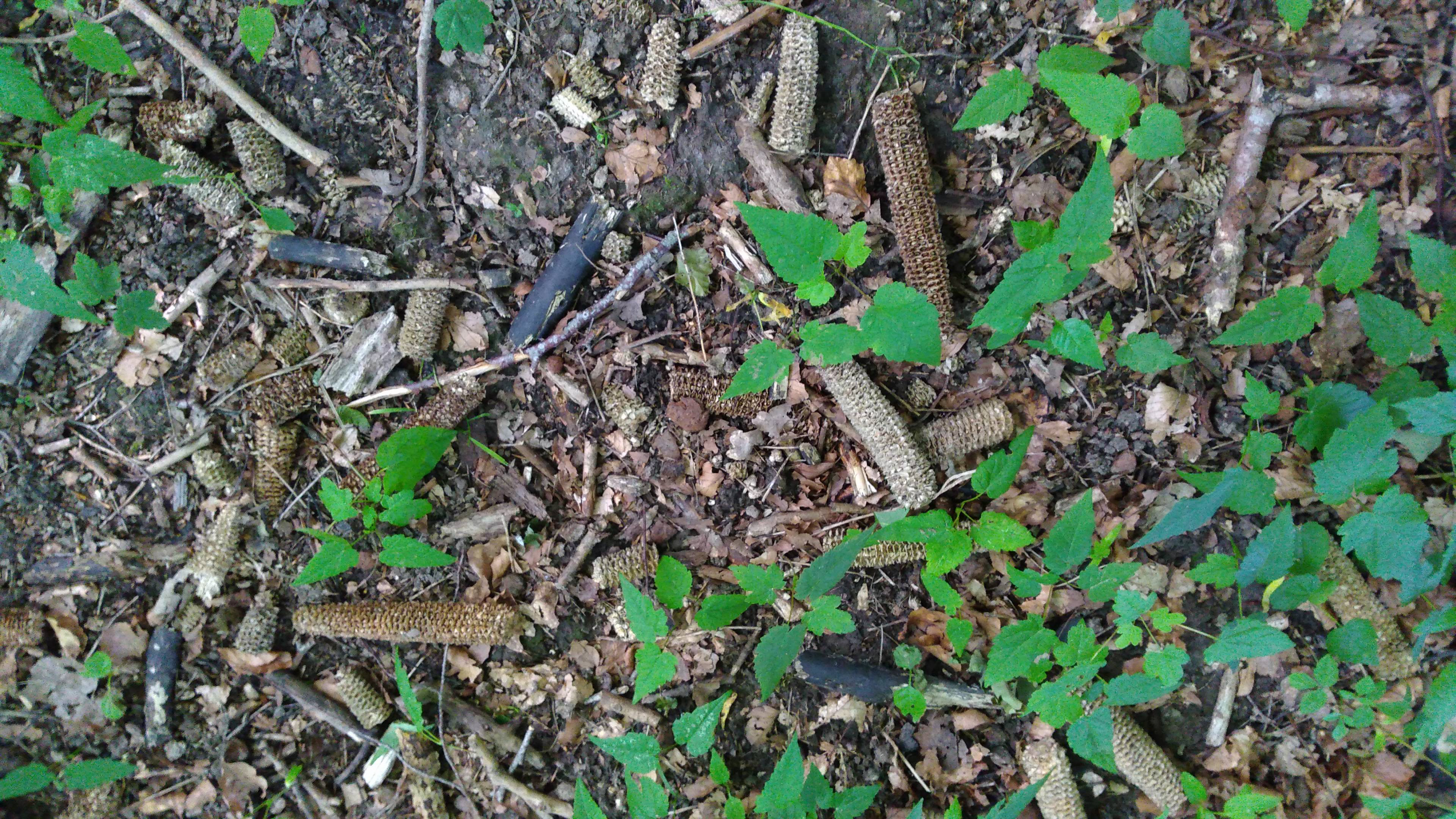
Reste einer Wildfütterung im FFH-Gebiet
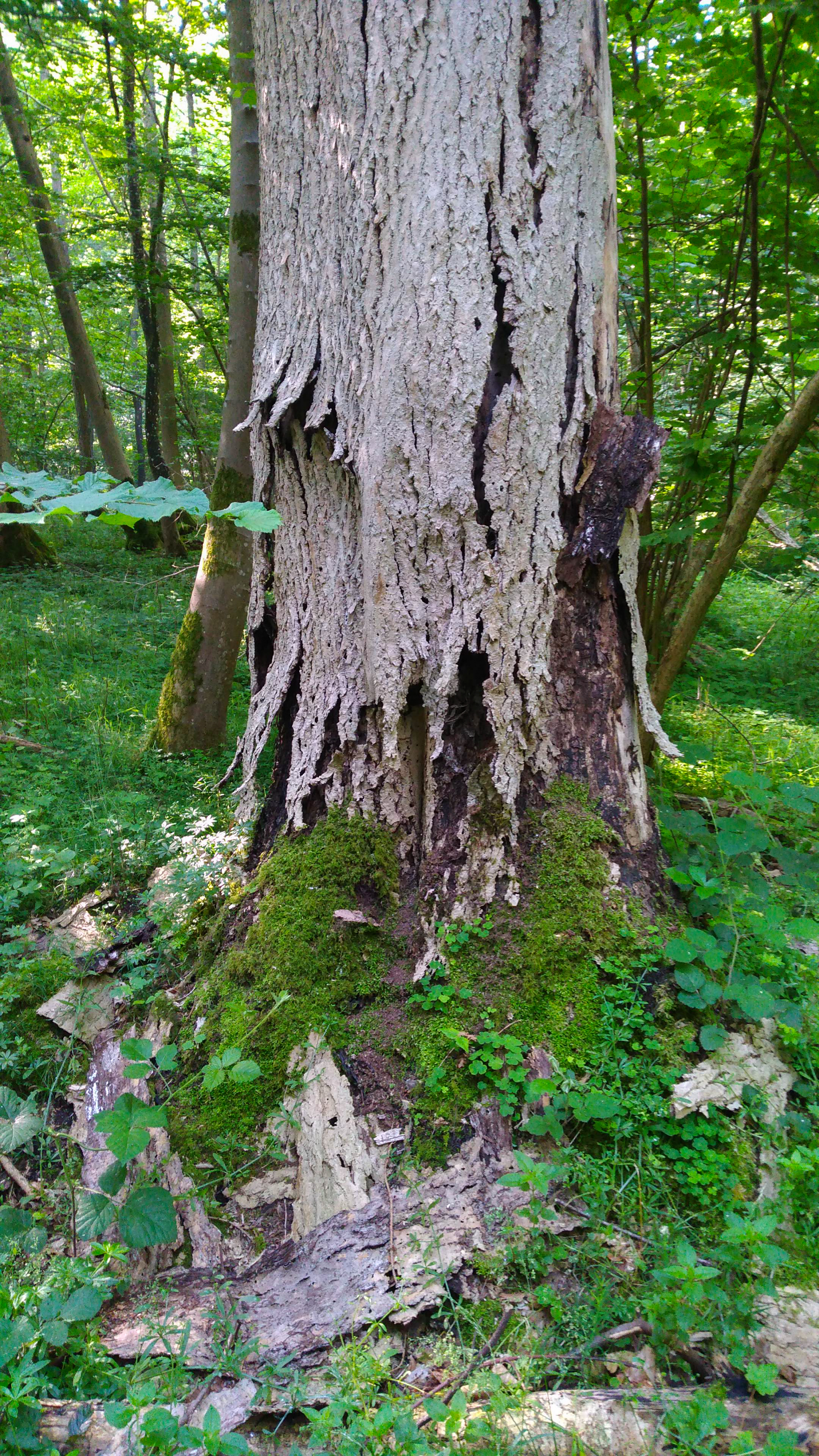
Totholz mit Baumhöhlen im FFH-Gebiet
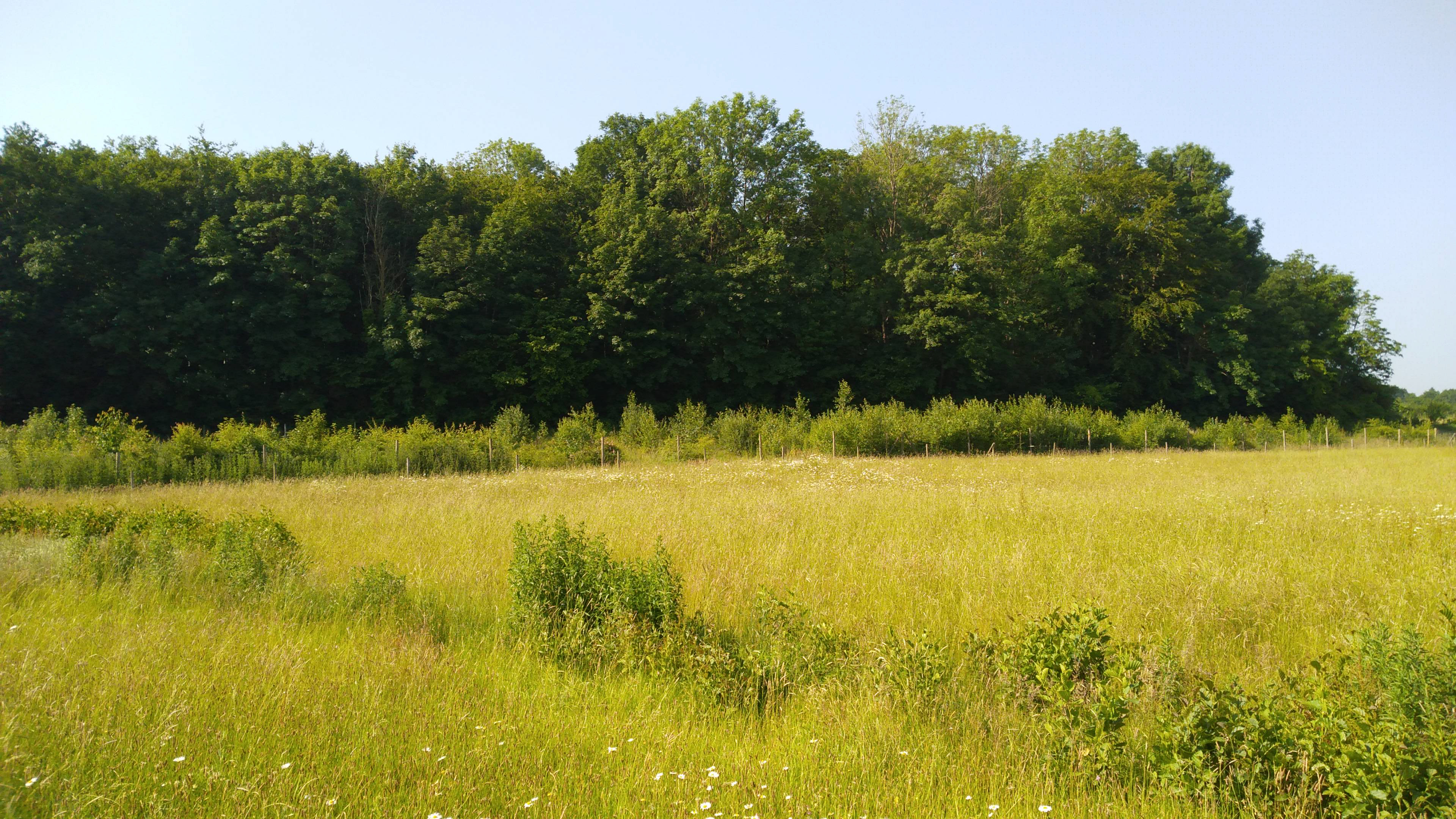
Nordspitze des Waldes im FFH-Gebiet
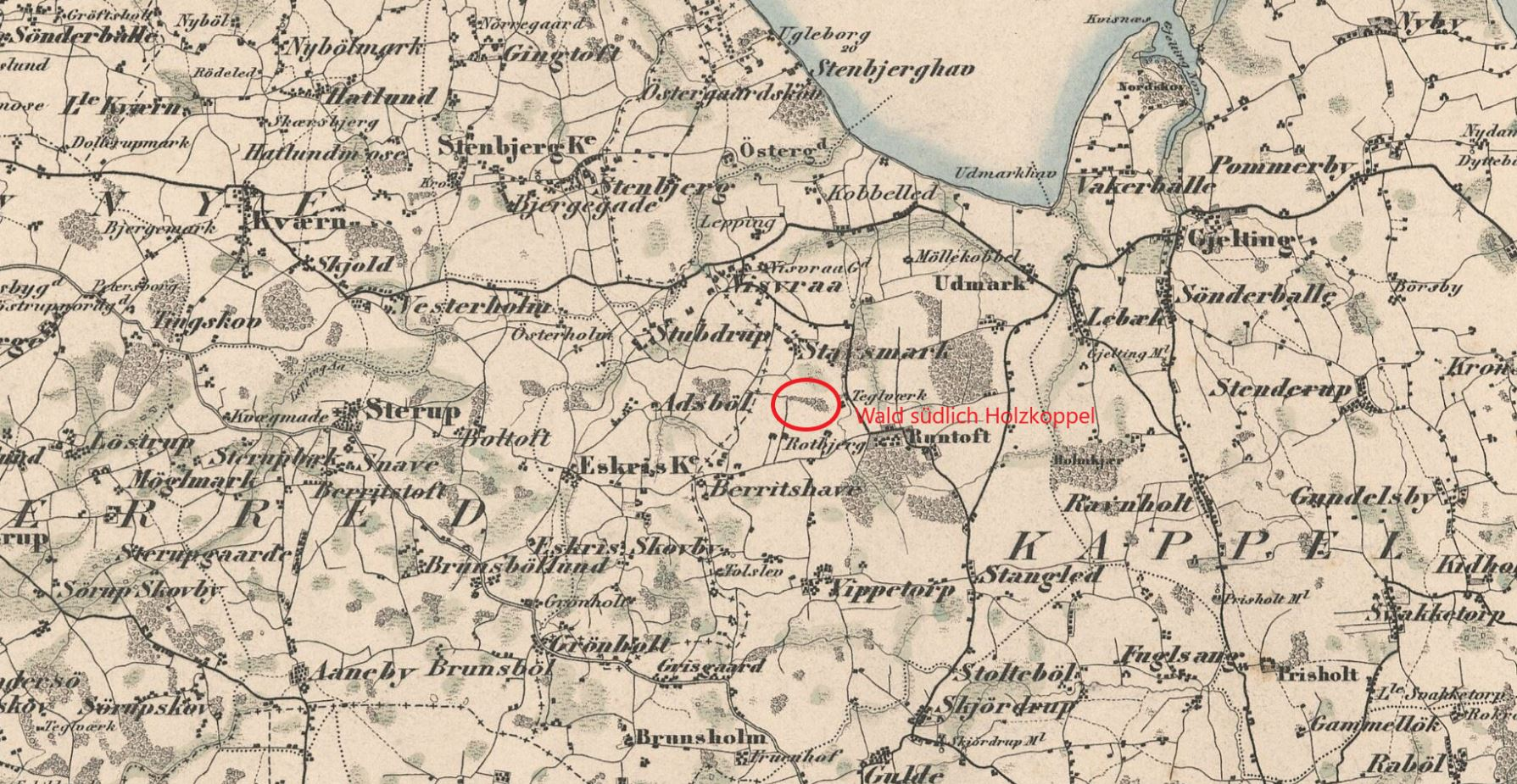
Wald südlich Holzkoppel auf dän. Generalstabskarte von 1858